# Алстер рагби
Алстер рагби (енгл. Ulster Rugby) је професионални ирски рагби јунион тим из Белфаста, престонице Северне Ирске који учествује у Про 12 и представља провинцију Алстер. Боја Алстера је бела, а капитен екипе је Рори Бест, ирски репрезентативац који игра на позицији 2 - талонер (енгл. Hooker). Алстер је једном освојио Про 12, а у златну историју европске рагби историје уписао се 1999. када је у финалу купа европских шампиона у Даблину победио француски тим Коломиерс. Највише утакмица за Алстер одиграо је Роџер Вилсон - 136, највише есеја дао је Томи Бов - 44, а најбољи поентер у историји Алстера је Дејвид Хумфрејс са 786 поена.
- Про 12

- Шампион (1) : 2006.
- Вицешампион (2) : 2004, 2013.

- Куп европских шампиона у рагбију

- Освајач (1) : 1999.
- Финалиста (1) : 2012.

Први тим
Питер Нелсон
Лујис Лудик
Ендру Тримбле
Рори Сколс
Крег Гилрој
Томи Бов
Џеред Пејн
Стјуарт Олдинг
Лук Маршал
Дерен Кејв
Сем Арнолд
Марк Бест
Педи Џексон
Руан Пиенар
Пол Маршал
Роџер Вилсон
Ник Вилијамс
Крис Анри
Клајв Рос
Вили Фалон
Питер Браун
Рики Лутон
Калам Блек
Роб Херинг
Рори Бест - капитен
Џон Ендру
Џони Симпсон